# Richard Dormer
Richard Dormer, född 11 november 1969 i Portadown, Nordirland, är en brittisk skådespelare.
Dormer har bland annat medverkat i TV-serierna Cobra, Secret Invasion och Castlevania: Nocturne.

## Filmografi (i urval)
- 2015–2018 – Fortitude (TV-serie)
- 2017 – Rellik (TV-serie)
- 2020–2021 – Cobra (TV-serie)
- 2023 – Castlevania: Nocturne (TV-serie)
- 2023 – Secret Invasion (TV-serie)
- 2023 – Blue Lights (TV-serie)
- 2025 – Torpeden (TV-serie)